# Vasilīs Efraimidīs
Vasilīs Efraimidīs (in greco Βασίλης Εφραιμίδης?; Atene, 31 dicembre 1915 – 17 agosto 2000) è stato un giornalista e politico greco.

## Biografia
Come membro del Partito Comunista di Grecia, fu europarlamentare dal 1981 al 1999.